# Wolf Moser
Wolf Moser (eigentlich Wolfgang Moser; * 15. Januar 1937 in Berlin-Schöneberg; † 23. Januar 2023 in Grigny) war ein deutscher klassischer Gitarrist, Musikpädagoge und Schriftsteller.

## Leben
Wolf Moser studierte Trompete und Gitarre und lebt seit dem Jahr 1972 in Lyon als freier Schriftsteller und Publizist.
Moser begann im Alter von 18 Jahren ein Musikstudium an der Staatlichen Hochschule für Musik in Hamburg und wählte als Hauptfach die Trompete. Ab dem Jahr 1960 nahm er, ebenfalls in Hamburg, Gitarrenunterricht bei Willy Meier-Pauselius (1895–1965), Adolf Haug und am Hamburger Konservatorium bei Herbert Balzer (1913–2001). In Barcelona war er Schüler der spanischen Gitarristen Ángel Iglesias (1917–1977) und Emilio Pujol, einem Schüler von Francisco Tárrega.
In Frankreich arbeitete Wolf Moser zunächst als Gitarrenlehrer an verschiedenen städtischen und privaten Musikschulen und unterrichtete als Dozent das Fach Deutsch an zwei Hochschulen in Lyon. Beeinflusst von seinen Lehrern Herbert Balzer und Emilio Pujol wandte sich Moser der freiberuflichen Arbeit als Übersetzer, Herausgeber und Schriftsteller zu.
Er schrieb Bücher und Aufsätze über gitarrenspezifische Themen und führte mit vielen Gitarristenpersönlichkeiten Interviews, die zum großen Teil in der Fachzeitschrift Gitarre & Laute veröffentlicht wurden. Außerdem war er als Herausgeber spanischer Musik für Vihuela und Gitarre tätig.
Daneben gab er nach vierzigjähriger Vorarbeit eine umfangreiche kritische Studie zum Werk und zur Persönlichkeit von Diego de Silva Velázquez heraus.
Ab etwa 2018 lebte er in Charly (Métropole de Lyon), wo er auch begraben wurde.

## Werke
- Gitarre-Musik – ein internationaler Katalog, Bd. I und II, Joachim-Trekel-Musikverlag, Hamburg, 1974 und 1977. Aktualisierte Neuausgabe in einem Band, Joachim-Trekel-Musikverlag, Hamburg 1985.
- Vihuela, Gitarre und Laute in Spanien während des 16. Jahrhunderts. Teil I–III, In: Gitarre & Laute 3, 1981, Heft 2, S. 18–27 (Die Quellen – Die Vihuela), Heft 5, S. 14–18 (Die Gitarre), Heft 6, S. 38–43 (Die Laute).
- Fernando Sor. Versuch einer Autobiographie und gitarristische Schriften. Gitarre & Laute Verlags GmbH, Köln 1984, ISBN 3-88583-004-3.
- Francisco Tárrega – Werden und Wirkung. Die Gitarre in Spanien zwischen 1830 und 1960. Edition Saint-Georges, Lyon 1966, ISBN 3-00-012750-X.
- Ich, Fernando Sor. Versuch einer Autobiographie und gitarristische Schriften. 2. Auflage. Edition Saint-Georges, Lyon 2005, ISBN 3-00-015274-1.
- Der Fall Velázquez – Antworten. Allitera Verlag, München 2006, ISBN 3-86520-138-5.
- Francisco Tárrega – Devenir y repercusión. La guitarra en España entre 1830 y 1960. Castellón de la Plana, 2007, ISBN 978-84-95915-13-9.
- Francisco Tárrega y la guitarra en España entre 1830 y 1960. Valencia, 2009, ISBN 978-84-96814-34-9.
- Diego de Silva Velázquez. Das Werk und der Maler. 2 Bde. Edition Saint Georges, Lyon, 2011, ISBN 978-3-00-032155-9.
- Juan Ramón Jiménez. Platero und ich. Übersetzung: Wolf Moser. Edition Saint Georges, Lyon.